# Why Don’t We Do It in the Road?
A Why Don't We Do It in the Road? az angol rockegyüttes, a The Beatles dala, amelyet 1968-as azonos címet viselő (vagy más néven Fehér Album) dupla nagylemezen adtak ki. A rövid és egyszerű dalt Paul McCartney írta és énekelte fel, de Lennon–McCartney szerzeményként jelölték meg. 1 perc 42 másodperces dal 34 ütemet tartalmaz egy tizenkét ütemű blues sajátosságával. A dal három különböző
hangelemmel (egy akusztikus gitár hátlapjának dörömbölése, taps és dobszólam) és McCartney egyre harsányabb énekhangjával kezdődik, amely egy egyszerű dalszöveg ismétlésébe és két külön szólamba megy át.

## Háttér
McCartney azután írta a dalt, hogy látott két majmot párosodni az utcán, miközben az indiai Risikésben az együttes elvonult Maharisi Mahes jógival meditálni. Elcsodálkozott ennek a természetes forgatókönyvnek az egyszerűségén, ha azokat összehasonlítjuk az emberi kapcsolatok érzelmi zűrzavarával. Később ezt nyilatkozta:
"Egy hím [majom] éppen felugrott ennek a nősténynek a hátára, és adott neki egyet, ahogy a népnyelvben mondják. Két-három másodpercen belül újra felpattant, és körülnézett, mintha azt mondaná: "Nem én voltam!" és körülnézett, mintha valami enyhe zavar támadt volna... És azt hittem... ilyen egyszerű a nemzés... Borzasztó problémáink vannak vele, de az állatoknak nincs."
Amikor egy 2001-es interjú során az NPR rádióadó egyik munkatársa Terry Gross megérdeklődte ugyanezt a kérdésre, Paul azt válaszolta: "Az ihletet... Isten tudja, mi adta. Valószínűleg szexuális érzések, Terry!"

## Rögzítése
1968. október 9-én McCartney öt felvételt vett fel a számhoz az EMI Studios londoni 1. számú stúdiójában, miközben John Lennon és George Harrison két másik dalon dolgozott. A nehéz blues-eredménytől eltérően a dal akusztikus gitárszámként indult, McCartney versszakonként váltva a lágy és harsány énekstílusokat. Ezen az első estén McCartney maga játszott az összes hangszeren. A dal ezen változata megtalálható az Anthology 3 válogatásalbumon.
Másnap, október 10-én McCartney és Ringo Starr befejezte a dalt. Starr dobokkal és tapsokkal, McCartney pedig még több énekhanggal, basszusgitárral és szólógitárral járult hozzá. Lennon és Harrison ismét elfoglalták magukat, felügyelték a Piggies és a Glass Onion húros áthangolását.

## Közreműködött
Ian MacDonald szerint:
- Paul McCartney – ének, akusztikus gitár, zongora, elektromos gitár, basszusgitár, taps
- Ringo Starr – dob, taps

## Fordítás
Ez a szócikk részben vagy egészben  a   Why Don't We Do It in the Road? című angol Wikipédia-szócikk fordításán alapul.  Az eredeti cikk szerkesztőit annak laptörténete sorolja fel. Ez a jelzés csupán a megfogalmazás eredetét és a szerzői jogokat jelzi, nem szolgál a cikkben szereplő információk forrásmegjelöléseként.

## Külső hivatkozás
Allan W. Pollack megjegyzései a Why Don't We Do It in the Road? dalhoz